# Reminder
«Reminder» es una canción  grabada por el cantante canadiense The Weeknd, que forma parte de su tercer álbum de estudio, Starboy (2016). Fue escrita por él junto con Dylan Wiggns, Jason Quenneville y la produjeron Doc McKinney, Mano y Cirkut. Fue lanzada a a radio contemporánea rítmica de los Estados Unidos el 9 de mayo de 2017, como su cuarto sencillo.

## Lista de canciones
| Descarga digital |                            |          |  |
| N.º              | Título                     | Duración |  |
| 1.               | «Reminder» (álbum versión) | 3:39     |  |

| Descarga digital – Remezcla |                                                          |          |  |
| N.º                         | Título                                                   | Duración |  |
| 1.                          | «Reminder» (Remix) (featuring A$AP Rocky and Young Thug) | 3:41     |  |

## Posicionamiento
| Lista (2016–17)                        | Mejor posición |
| -------------------------------------- | -------------- |
| Canadá (Canadian Hot 100)              | 16             |
| France (SNEP)                          | 73             |
| Alemania (Media Control AG)            | 93             |
| Países Bajos (Mega Single Top 100)     | 60             |
| New Zealand Heatseekers (RMNZ)         | 2              |
| Suecia (Sverigetopplistan)             | 76             |
| Suiza (Schweizer Hitparade)            | 86             |
| Reino Unido (UK R&B Chart)             | 8              |
| Estados Unidos (Billboard Hot 100)     | 31             |
| Estados Unidos (Hot R&B/Hip-Hop Songs) | 7              |
| US Anglo (Monitor Latino)              | 12             |

## Historial de lanzamientos
| Región         | Fecha               | Formato                                     | Discográfica(s) | Ref.   |
| -------------- | ------------------- | ------------------------------------------- | --------------- | ------ |
| Estados Unidos | 9 de mayo de 2017   | Rhythmic contemporary                       | XO Republic     | [ 15 ] |
| Estados Unidos | 1 de agosto de 2017 | Remix (featuring ASAP Rocky and Young Thug) | XO Republic     | [ 16 ] |